# 布鲁鹃鵙
布鲁鹃鵙（学名：Coracina fortis）是山椒鸟科鸦鹃鵙属的一种。为印度尼西亚的特有种。其自然栖息地为亚热带或热带的湿润低地森林以及亚热带或热带的湿润山地。该物种受栖息地破坏的威胁。